# Luke Clennell
Luke Clennell, né le 8 avril 1781 à Ulgham près de Morpeth dans le comté de Northumberland et mort le 9 février 1840 à Newcastle upon Tyne, est un graveur et peintre anglais.

## Biographie
Luke Clennell, né le 8 avril 1781 à Ulgham près de Morpeth, et baptisé le 11 mai, est le deuxième des sept enfants de John Clennell, un fermier. Il est placé dans sa jeunesse chez son oncle Thomas Clennell, un épicier et tanneur de Morpeth.
En 1797 il est l'apprenti du graveur sur bois de Newcastle upon Tyne, Thomas Bewick. Entre 1799 et 1803, il agit comme principal assistant de Bewick sur le deuxième volume de son A History of British Birds. Après avoir terminé son apprentissage de sept ans chez Bewick, il s'installe à Londres en 1804, où il épouse une fille du graveur sur cuivre Charles Turner Warren (1762-1823). Par son mariage, il fait la connaissance d'illustrateurs et graveurs d'illustrations de livres tels que William Finden et Abraham Raimbach.
Il acquiert une réputation de graveur sur bois, et en mai 1806, il obtient la palette d'or de la Société des Arts pour une gravure sur bois d'une scène de bataille. Il abandonne par la suite la gravure pour la peinture. En 1814, il reçoit du Comte de Bridgewater une commande pour un grand tableau commémoratif, Banquet pour les souverains alliés, au Guildhall de Londres. Il a beaucoup de mal à faire asseoir les plus quatre cents invités de marque pour leurs portraits, il souffre d'une dépression mentale et passe quelque temps dans un asile psychiatrique à Salisbury.
Clennell est l'un des concurrents pour le prix des mille guinées décerné par la British Institution pour les meilleures esquisses liées aux victoires de l'armée britannique en Espagne, au Portugal et en France, les œuvres devant être soumises à la British Gallery en janvier 1816. Treize artistes présentent des œuvres, et Clennell reçoit une des primes pour son tableau intitulé The decisive charge of the Life Guards at Waterloo.
Clennell reprend le travail sur le tableau des souverains alliés en 1817, mais souffre d'une nouvelle crise de dépression mentale, et sa famille le trouve en train de jeter sa palette et ses pinceaux sur la toile, « pour obtenir la bonne expression ». Dès lors, jusqu'à sa mort dans un asile de Newcastle en 1840, il n'est jamais suffisamment en bonne santé pour travailler comme artiste.

## Galerie

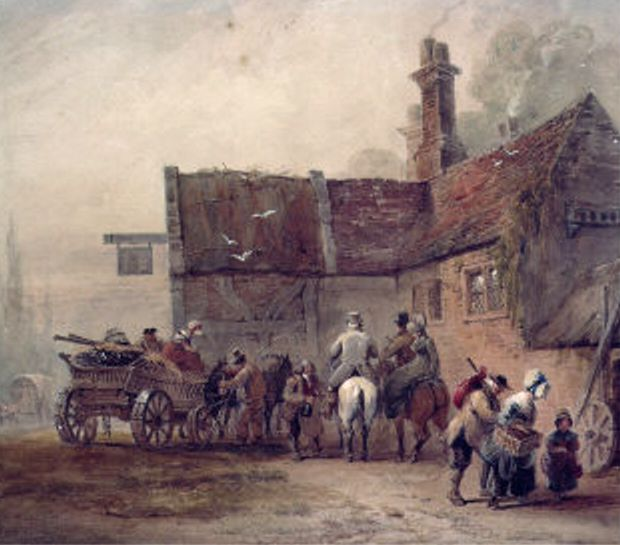
A Wayside Inn
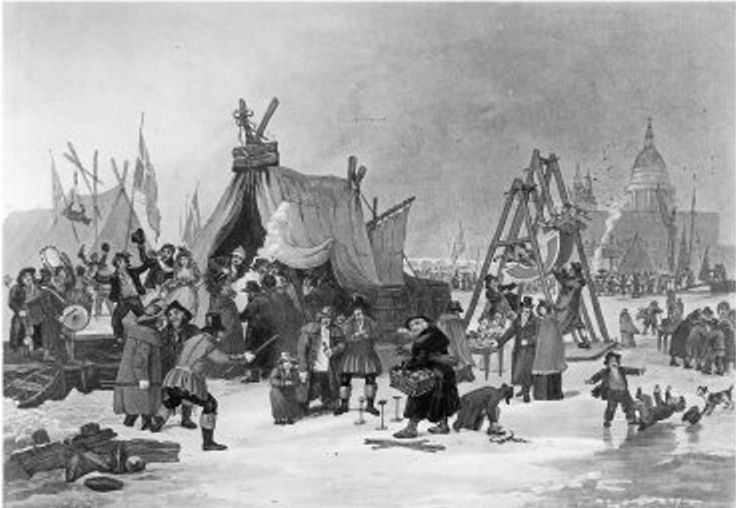
The Fair on the Thames
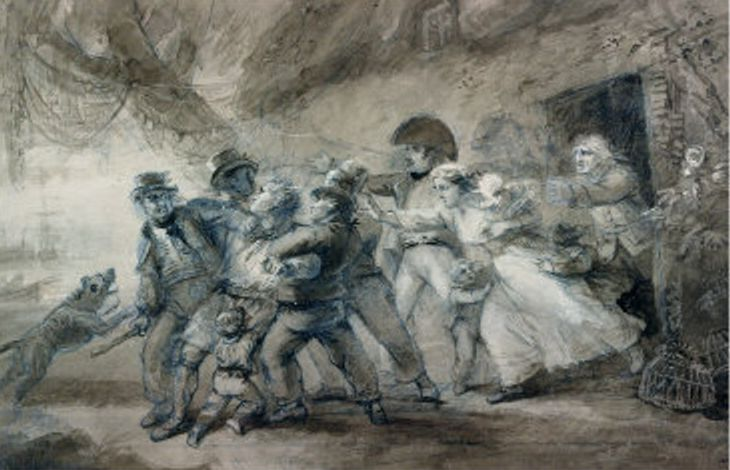
The Press Gang
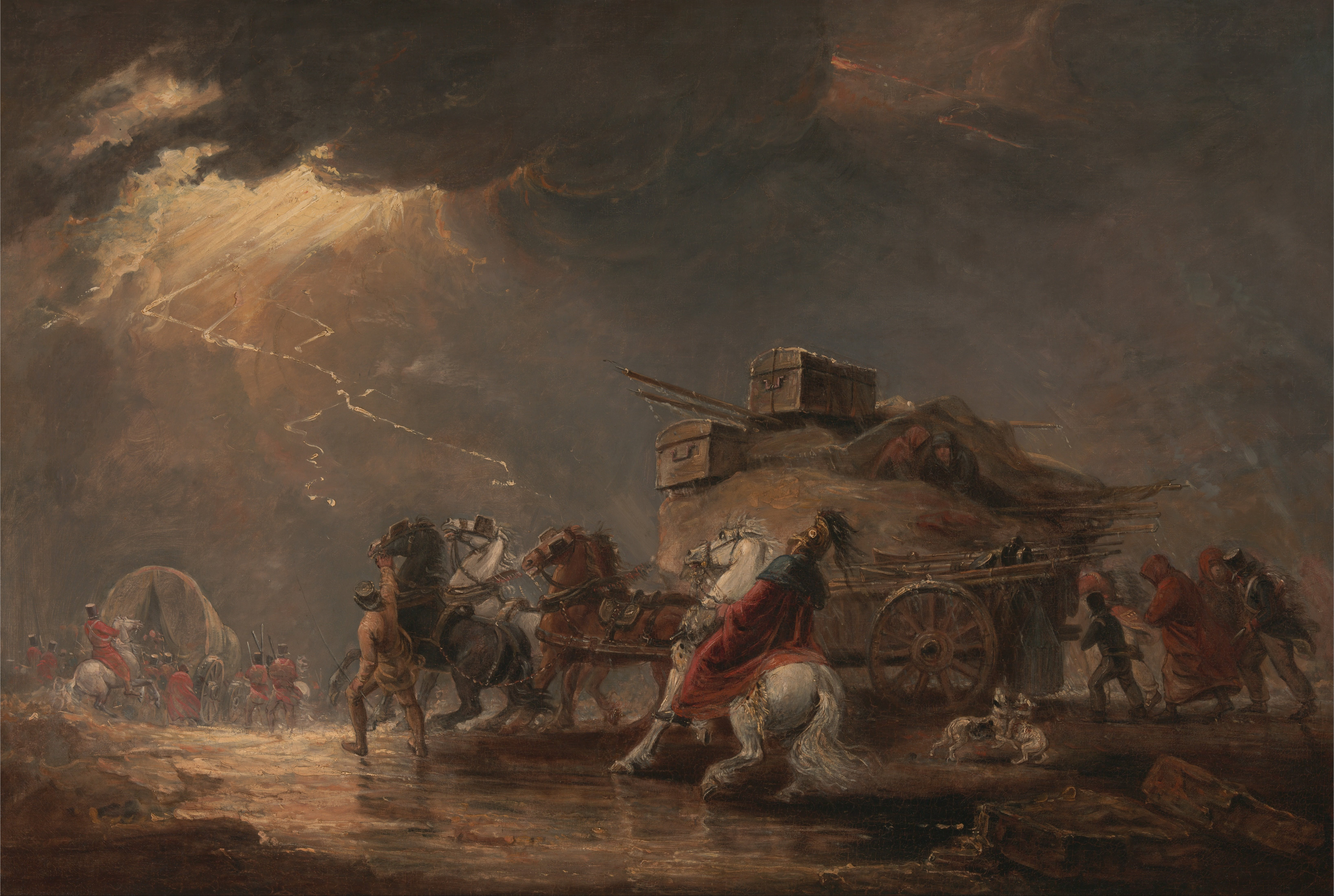
Baggage Wagons in a Thunderstorm